# (1958) Chandra
(1958) Chandra (1970 SB) – planetoida z grupy pasa głównego asteroid okrążająca Słońce w ciągu 5,46 lat w średniej odległości 3,1 j.a. Odkryta 24 września 1970 roku.